# Добророльский, Сергей Константинович
Сергей Константинович Добророльский (11 [23] октября 1867 — 1930) — Генерального штаба генерал-лейтенант, участник русско-японской, Первой мировой и Гражданской войн.

## Биография

### Детство и юность
Родился в семье офицера Русской императорской армии. Образование получил в 1-м  Московском кадетском корпусе.

### Военная карьера
С 1886 по 1888 обучался в Николаевском инженерном училище и в чине подпоручика распределился в  6-й саперный батальон. С 1891 по 1894 году обучался Николаевскую академию Генерального штаба по  1 разряду .С 1901 служил в Главном штабе: помощник делопроизводителя генерал-квартирмейстерской части (с 8.3.1901), помощник столоначальника (с 1.5.1903), столоначальник (с 14.6.1903), помощник начальника отделения (с 1.8.1904).
Участник русско-японской войны 1904-05: с 13.10.1904 штаб-офицер для особых поручений при управлении генерал-квартирмейстера 2-й Маньчжурской армии, с 17.7.1905 начальник штаба 9-й пехотная дивизии.
С 1.5.1906 делопроизводитель управления генерал-квартирмейстера Главного штаба. 
С 30.10.1908 командир 166-го пехотного Ровенского полка. 
С 15.9.1910 помощник начальника, с 9.2.1913 начальник мобилизационного отдела ГУГШ. Одновременно с 25.5.1913 член Совета Главного управления государственного коннозаводства.
В 1914 году принимает активное участие в проведении мобилизации русской армии. 8.11.1914 переведен в действующую армию и назначен начальником штаба 3-й армии с присвоением воинского звания  генерал-лейтенант.  3.6.1915 назначен на пост начальника 78-й пехотной дивизии. С 17.7.1917 командир XLV армейского корпуса 5-я армии, с 12 августа 1917 по январь 1918 года X армейского корпуса.
Генерал А. С. Лукомский, взявший его в 1910 в качестве своего заместителя в мобилизационный отдел ГУГШ, характеризует его как умного и добросовестного работника, но слабого строевого начальника.
После Октябрьской революции служил в Украинской армии гетмана П. П. Скоропадского в чине генерального значкового. С 3.02.1919 во ВСЮР. 28.5-2.8.1919 командовал 4-й пехотной дивизией, 28.5-10.7.1919 врид командира 3-го армейского корпуса, созданного из остатков Крымско-Азовской Добровольческой армии. Одновременно, с 26 июня по 12 июля 1919 и. д. главноначальствующего Таврической губернии. Со 2 августа 1919 в распоряжении главкома ВСЮР с возложением особого поручения в Черноморской губернии. Занимался подавлением местного повстанческого движения «зеленых». До 15 октября 1919 командующий войсками Черноморского побережья. По словам генерала А. С. Лукомского, «запутался в любовных делах и был Деникиным отстранен от должности».

### Эмиграция
Эмигрировал в Германию в марте 1920 года, после поражения Белого движения в Крыму. В середине 1920-х гг. примкнул к течению сменовеховцев, группировавшихся вокруг берлинского военно-научного журнала «Война и мир» и выступавших за сотрудничество с большевиками. Так же возглавлял Объединение чинов 18 Армейского Корпуса (с 1930 в составе 4-го отдела РОВС).

По полученным из СССР известиям, в 1930 г. скончался. Для знавших его — переход его к большевикам явился полной неожиданностью и вызвал не только негодование, но и полное недоумение. В действительности же, как и в истории с Бонч-Бруевичем, в этом его поступке доминирующую роль сыграло его обиженное самолюбие. Он был оскорблен, что Деникин отстранил его от должности, а Врангель не привлек к работе. Обиженный, он перешел к большевикам.— Лукомский А. С. Очерки из моей жизни. Воспоминания, с. 228.

### Смерть
Есть две версии смерти:
- Он приехал в СССР в числе первой волны сменовеховцев, где в 1930 году застрелился.
- Умер в Зальцбурге (Австрия) 10 января 1949 года.

## Чины
- вступил в службу (1.10.1885),
- подпоручик (Выс. пр. 9.08.1888),
- поручик (ст. 11.08.1890), штабс-капитан (ст. 18.05.1894),
- капитан (ст. 24.03.1896),
- подполковник (ст. 6.12.1900),
- полковник «за отличие по службе» со ст. 6.12.1904 (Выс. пр. 1904),
- генерал-майор «за отличие по службе» (Выс. пр. 6.12.1910),
- генерал-лейтенант со ст. 28.07.1916 (Выс. пр. 8.11.1914)

## Награды[3]
- Орден Святого Станислава 3 степени (1897),
- Орден Святой Анны 3 степени (1903),
- Орден Святого Станислава 2 степени с мечами (1906),
- Орден Святого Владимира 4 степени с мечами и бантом (1906),
- Орден Святого Владимира 3 степени (1906),
- Орден Святой Анны 2 степени с мечами (1907),
- Орден Святого Станислава 1 степени (6.12.1912),
- Орден Святой Анны 1 степени с мечами (ВП 18.3.1916),
- Орден Святого Владимира 2 степени с мечами (ВП 29.9.1916).